# Myophthiria neohebudarum
Myophthiria neohebudarum är en tvåvingeart som beskrevs av Maa 1980. Myophthiria neohebudarum ingår i släktet Myophthiria och familjen lusflugor.
Artens utbredningsområde är Vanuatu. Inga underarter finns listade i Catalogue of Life.